# Che rumore fa la felicità?
Che rumore fa la felicità? è un singolo del gruppo musicale italiano Negrita, pubblicato il 19 settembre 2008 come primo estratto dal settimo album in studio HELLdorado.
Pur essendo rimasto fuori dalla top 10 della Top Singoli, il brano ha ricevuto un buon airplay radiofonico.

## Video musicale
Il videoclip è stato prodotto da Paolo Soravia e diretto da Paolo Doppieri. Il video mostra i componenti del gruppo all'interno di un lunapark e mentre iniziano a cantare, si vedono delle immagini di bambini che vanno sulle giostre. A queste immagini se ne alternano altre, con foto e video dei bambini che si divertono. Ad un tratto questi bambini, mentre si divertono vengono alternati a delle riprese di adulti che fanno le stesse cose dei bambini, ma invece fanno vincere i bambini per farli divertire.

## Tracce
1. Che rumore fa la felicità? - 4:10

## Classifiche
| Classifica (2008) | Posizione massima |
| ----------------- | ----------------- |
| Italia            | 11                |